# Муквонаго (містечко, Вісконсин)
Муквонаго (англ. Mukwonago) — місто (англ. town) в США, в окрузі Вокеша штату Вісконсин. Населення — 8262 особи (2020).

## Демографія
Згідно з переписом 2010 року, у місті мешкало 7959 осіб у 2689 домогосподарствах у складі 2360 родин. Було 2792 помешкання
Расовий склад населення:
| - 97,1 % — білих - 0,6 % — азіатів - 0,4 % — чорних або афроамериканців - 0,3 % — корінних американців |

До двох чи більше рас належало 1,3 %. Частка іспаномовних становила 2,6 % від усіх жителів.
За віковим діапазоном населення розподілялося таким чином: 27,3 % — особи молодші 18 років, 64,3 % — особи у віці 18—64 років, 8,4 % — особи у віці 65 років та старші. Медіана віку мешканця становила 42,3 року. На 100 осіб жіночої статі у місті припадало 103,6 чоловіків;  на 100 жінок у віці від 18 років та старших — 102,6 чоловіків також старших 18 років.
Середній дохід на одне домашнє господарство  становив 105 418 доларів США (медіана — 97 583), а середній дохід на одну сім'ю — 113 276 доларів (медіана — 106 417). Медіана доходів становила 68 292 долари для чоловіків та 59 028 доларів для жінок. За межею бідності перебувало 2,4 % осіб, у тому числі 1,8 % дітей у віці до 18 років та 5,3 % осіб у віці 65 років та старших.
Цивільне працевлаштоване населення становило 4216 осіб. Основні галузі зайнятості: освіта, охорона здоров'я та соціальна допомога — 22,1 %, виробництво — 18,0 %, будівництво — 12,4 %, науковці, спеціалісти, менеджери — 11,7 %.